# 무슬림 민다나오 자치구

무슬림 민다나오 자치구의 기

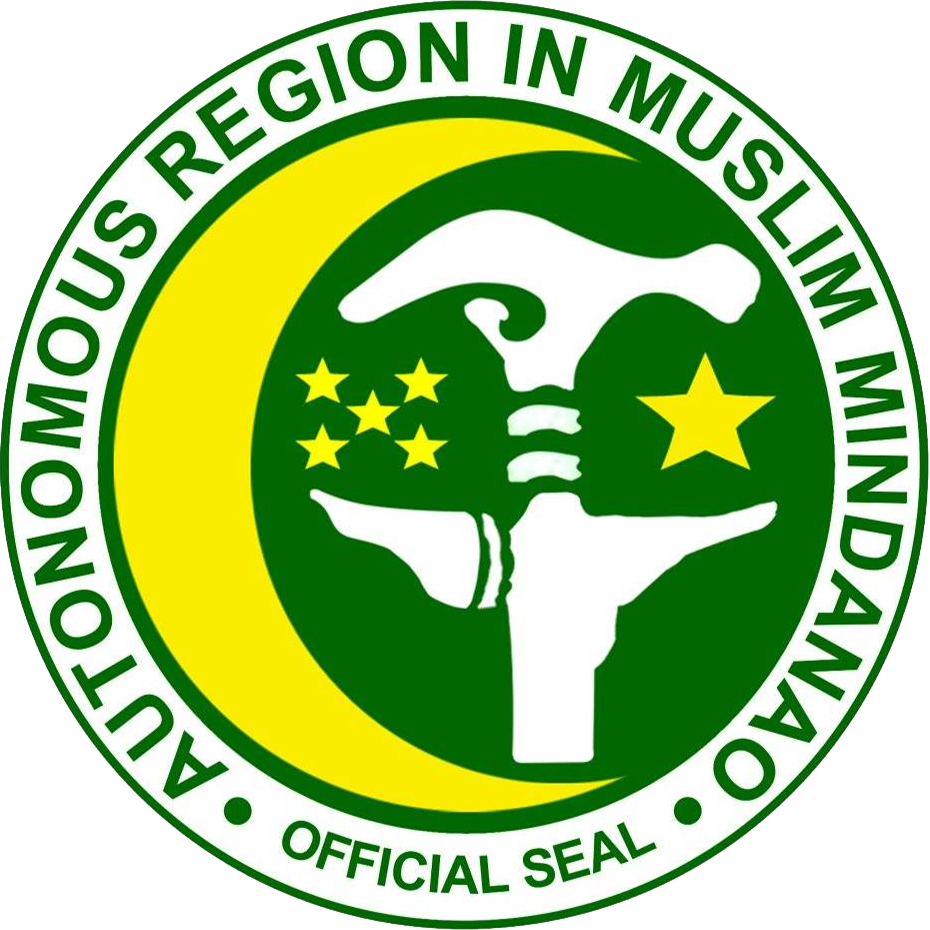
무슬림 민다나오 자치구의 문장

무슬림 민다나오 자치구(Autonomous Region in Muslim Mindanao, 약칭 ARMM)는 필리핀 민다나오섬에 있던 지방이자 무슬림 자치구이다. 중심 도시는 코타바토이며 인구는 4,120,795명(2007년 기준), 면적은 26,974 km2이다. 독자적인 정부 기관을 갖고 있었으며 5개 주와 2개 도시를 관할했다.
1989년 11월 17일에 실시된 주민투표에 따라 자치구 설립이 결정되었으며 1990년 11월 6일에 정식 설립되었다. 2012년 10월 15일에 필리핀 정부와 모로이슬람해방전선(MILF)이 기본 조약에 따라 무슬림 민다나오 자치구를 대체할 새로운 자치구 설립에 합의했다. 2019년 2월 26일에 방사모로 자치구가 정식 설립되면서 소멸되었다.

## 행정 구역
| 주/도시      | 주도           | 인구 (2000년 기준) | 면적 (km2) | 인구 밀도 (명/km2) |
| ------------ | -------------- | ------------------ | ---------- | ------------------ |
| 바실란주     | 이사벨라       | 408,520            | 1,994.1    | 204.9              |
| 남라나오주   | 마라위         | 1,138,544          | 12,051.9   | 94.5               |
| 마긴다나오주 | 샤리프아구아크 | 1,273,715          | 7,142.0    | 178.3              |
| 술루주       | 홀로           | 849,670            | 2,135.3    | 397.9              |
| 타위타위주   | 봉가오         | 450,346            | 3,426.6    | 131.4              |

## 인구
| 연도                                    | 인구      | ±% p.a. |
| --------------------------------------- | --------- | ------- |
| 1990                                    | 2,108,061 | —       |
| 2000                                    | 2,803,045 | +2.89%  |
| 2010                                    | 3,256,140 | +1.51%  |
| 2015                                    | 3,781,387 | +2.89%  |
| Source: Philippine Statistics Authority |           |         |

## 같이 보기
- 모로 민족해방전선
- 모로 이슬람 해방전선
- 방사모로